# Saison 2006 de la NFL
 (mars 2021).
Si vous disposez d'ouvrages ou d'articles de référence ou si vous connaissez des sites web de qualité traitant du thème abordé ici, merci de compléter l'article en donnant les références utiles à sa vérifiabilité et en les liant à la section « Notes et références ».
Navigation
Édition précédente Édition suivante
La saison 2006 de la NFL est la 87e saison de la National Football League. Chaque formation dispute 16 matches sur 17 semaines en saison régulière. Une phase éliminatoire (tour final) suit la saison régulière. La saison se termine par le Super Bowl XLI.

## Classement général de la saison régulière
Le classement des franchises pour la phase éliminatoire est donné entre parenthèses.
Les Giants de New York, les Jets de New York et les Chiefs de Kansas City se qualifient pour la phase éliminatoire lors de la dernière journée de la saison régulière. Les Broncos de Denver sont éliminés à la suite de leur défaite en prolongation contre les 49ers de San Francisco.
| - x : Qualifié pour le tour de wild card - y : Champion de division, wild-card - z : Champion de division dispensé de wild-card - * : Avantage du terrain pendant la phase éliminatoire - Qualifié pour la phase éliminatoire | - V : Victoires - D : Défaites - N : Matchs nuls - % : Pourcentage de victoires, V/(V+D+N) - PP : Points pour - PC : Points contre |

| AFC Est                                    | AFC Est | AFC Est | AFC Est | AFC Est | AFC Est | AFC Est |
| ------------------------------------------ | ------- | ------- | ------- | ------- | ------- | ------- |
| Franchise                                  | V       | D       | N       | %       | PP      | PC      |
| y - (4) Patriots de la Nouvelle-Angleterre | 12      | 4       | 0       | .750    | 385     | 237     |
| x - (5) Jets de New York                   | 10      | 6       | 0       | .625    | 316     | 295     |
| Bills de Buffalo                           | 7       | 9       | 0       | .436    | 300     | 311     |
| Dolphins de Miami                          | 6       | 10      | 0       | .375    | 260     | 283     |
| AFC Nord                                   |         |         |         |         |         |         |
| Franchise                                  | V       | D       | N       | %       | PP      | PC      |
| z - (2) Ravens de Baltimore                | 13      | 3       | 0       | .813    | 353     | 201     |
| Bengals de Cincinnati                      | 8       | 8       | 0       | .500    | 373     | 331     |
| Steelers de Pittsburgh                     | 8       | 8       | 0       | .500    | 346     | 284     |
| Browns de Cleveland                        | 4       | 12      | 0       | .250    | 238     | 356     |
| AFC Sud                                    |         |         |         |         |         |         |
| Franchise                                  | V       | D       | N       | %       | PP      | PC      |
| y - (3) Colts d'Indianapolis               | 12      | 4       | 0       | .733    | 427     | 360     |
| Titans du Tennessee                        | 8       | 8       | 0       | .500    | 294     | 371     |
| Jaguars de Jacksonville                    | 8       | 8       | 0       | .500    | 371     | 274     |
| Texans de Houston                          | 6       | 10      | 0       | .375    | 267     | 366     |
| AFC Ouest                                  |         |         |         |         |         |         |
| Franchise                                  | V       | D       | N       | %       | PP      | PC      |
| z* - (1) Chargers de San Diego             | 14      | 2       | 0       | .875    | 491     | 303     |
| x - (6) Chiefs de Kansas City              | 9       | 7       | 0       | .563    | 331     | 315     |
| Broncos de Denver                          | 9       | 7       | 0       | .563    | 319     | 305     |
| Raiders d'Oakland                          | 2       | 14      | 0       | .125    | 168     | 332     |

| AFC Est                               | AFC Est | AFC Est | AFC Est | AFC Est | AFC Est | AFC Est |
| ------------------------------------- | ------- | ------- | ------- | ------- | ------- | ------- |
| Franchise                             | V       | D       | N       | %       | PP      | PC      |
| y - (3) Eagles de Philadelphie        | 10      | 6       | 0       | .625    | 398     | 328     |
| x - (5) Cowboys de Dallas             | 9       | 7       | 0       | .563    | 425     | 350     |
| x - (6) Giants de New York            | 8       | 8       | 0       | .500    | 355     | 362     |
| Redskins de Washington                | 5       | 11      | 0       | .313    | 307     | 376     |
| NFC Nord                              |         |         |         |         |         |         |
| Franchise                             | V       | D       | N       | %       | PP      | PC      |
| z* - (1) Bears de Chicago             | 13      | 3       | 0       | .812    | 427     | 255     |
| Packers de Green Bay                  | 8       | 8       | 0       | .500    | 301     | 366     |
| Vikings du Minnesota                  | 6       | 10      | 0       | .375    | 282     | 327     |
| Lions de Détroit                      | 3       | 13      | 0       | .188    | 305     | 398     |
| NFC Sud                               |         |         |         |         |         |         |
| Franchise                             | V       | D       | N       | %       | PP      | PC      |
| z - (2) Saints de La Nouvelle-Orléans | 10      | 6       | 0       | .625    | 413     | 322     |
| Panthers de la Caroline               | 8       | 8       | 0       | .500    | 270     | 305     |
| Falcons d'Atlanta                     | 7       | 9       | 0       | .436    | 292     | 328     |
| Buccaneers de Tampa Bay               | 4       | 12      | 0       | .250    | 211     | 353     |
| NFC Ouest                             |         |         |         |         |         |         |
| Franchise                             | V       | D       | N       | %       | PP      | PC      |
| y - (4) Seattle Seahawks              | 9       | 7       | 0       | .563    | 335     | 341     |
| Rams de Saint-Louis                   | 8       | 8       | 0       | .500    | 330     | 350     |
| 49ers de San Francisco                | 7       | 9       | 0       | .438    | 278     | 386     |
| Cardinals de l'Arizona                | 5       | 10      | 0       | .286    | 268     | 342     |

## Séries éliminatoires
|  | Tour de Wild card | Tour de Wild card   | Tour de Wild card |                     |             | Tour de Division    | Tour de Division | Tour de Division    |    |  | Finales de Conférence | Finales de Conférence | Finales de Conférence |    |  | Super Bowl XLI | Super Bowl XLI | Super Bowl XLI |
|  |                   |                     |                   |                     |             |                     |                  |                     |    |  |                       |                       |                       |    |  |                |                |                |
|  | 5                 | N.Y. Jets           | 16                |                     |             |                     |                  |                     |    |  |                       |                       |                       |    |  |                |                |                |
|  | 4                 | Nouvelle-Angleterre | 37                |                     |             |                     |                  |                     |    |  |                       |                       |                       |    |  |                |                |                |
|  | 4                 | Nouvelle-Angleterre | 37                |                     | 4           | Nouvelle-Angleterre | 24               |                     |    |  |                       |                       |                       |    |  |                |                |                |
|  |                   |                     |                   |                     | 4           | Nouvelle-Angleterre | 24               |                     |    |  |                       |                       |                       |    |  |                |                |                |
|  |                   |                     | 1                 | San Diego           | 21          |                     |                  |                     |    |  |                       |                       |                       |    |  |                |                |                |
|  |                   |                     | 1                 | San Diego           | 21          |                     |                  |                     |    |  |                       |                       |                       |    |  |                |                |                |
|  |                   |                     |                   |                     |             |                     |                  |                     |    |  |                       |                       |                       |    |  |                |                |                |
|  |                   |                     |                   |                     |             |                     |                  |                     |    |  |                       |                       |                       |    |  |                |                |                |
|  |                   |                     |                   |                     |             |                     | 4                | Nouvelle-Angleterre | 34 |  |                       |                       |                       |    |  |                |                |                |
|  | AFC               |                     |                   |                     |             |                     | 4                | Nouvelle-Angleterre | 34 |  |                       |                       |                       |    |  |                |                |                |
|  |                   | 3                   | Indianapolis      | 38                  |             |                     |                  |                     |    |  |                       |                       |                       |    |  |                |                |                |
|  | 6                 | 3                   | Indianapolis      | 38                  | Kansas City | 8                   |                  |                     |    |  |                       |                       |                       |    |  |                |                |                |
|  | 6                 |                     |                   |                     | Kansas City | 8                   |                  |                     |    |  |                       |                       |                       |    |  |                |                |                |
|  | 3                 | Indianapolis        | 23                |                     |             |                     |                  |                     |    |  |                       |                       |                       |    |  |                |                |                |
|  | 3                 | Indianapolis        | 23                |                     | 3           | Indianapolis        | 15               |                     |    |  |                       |                       |                       |    |  |                |                |                |
|  |                   |                     |                   |                     | 3           | Indianapolis        | 15               |                     |    |  |                       |                       |                       |    |  |                |                |                |
|  |                   |                     | 2                 | Baltimore           | 6           |                     |                  |                     |    |  |                       |                       |                       |    |  |                |                |                |
|  |                   |                     | 2                 | Baltimore           | 6           |                     |                  |                     |    |  |                       |                       |                       |    |  |                |                |                |
|  |                   |                     |                   |                     |             |                     |                  |                     |    |  |                       |                       |                       |    |  |                |                |                |
|  |                   |                     |                   |                     |             |                     |                  |                     |    |  |                       |                       |                       |    |  |                |                |                |
|  |                   |                     |                   |                     |             |                     |                  |                     |    |  |                       | A3                    | Indianapolis          | 29 |  |                |                |                |
|  |                   |                     |                   |                     |             |                     |                  |                     |    |  |                       |                       |                       |    |  |                |                |                |
|  |                   | N1                  | Chicago           | 17                  |             |                     |                  |                     |    |  |                       |                       |                       |    |  |                |                |                |
|  | 6                 | N1                  | Chicago           | 17                  | N.Y. Giants | 20                  |                  |                     |    |  |                       |                       |                       |    |  |                |                |                |
|  | 6                 |                     |                   |                     | N.Y. Giants | 20                  |                  |                     |    |  |                       |                       |                       |    |  |                |                |                |
|  | 3                 | Philadelphie        | 23                |                     |             |                     |                  |                     |    |  |                       |                       |                       |    |  |                |                |                |
|  | 3                 | Philadelphie        | 23                |                     | 3           | Philadelphie        | 24               |                     |    |  |                       |                       |                       |    |  |                |                |                |
|  |                   |                     |                   |                     | 3           | Philadelphie        | 24               |                     |    |  |                       |                       |                       |    |  |                |                |                |
|  |                   |                     | 2                 | La Nouvelle-Orléans | 27          |                     |                  |                     |    |  |                       |                       |                       |    |  |                |                |                |
|  |                   |                     | 2                 | La Nouvelle-Orléans | 27          |                     |                  |                     |    |  |                       |                       |                       |    |  |                |                |                |
|  |                   |                     |                   |                     |             |                     |                  |                     |    |  |                       |                       |                       |    |  |                |                |                |
|  |                   |                     |                   |                     |             |                     |                  |                     |    |  |                       |                       |                       |    |  |                |                |                |
|  |                   |                     |                   |                     |             |                     | 2                | La Nouvelle-Orléans | 14 |  |                       |                       |                       |    |  |                |                |                |
|  | NFC               |                     |                   |                     |             |                     | 2                | La Nouvelle-Orléans | 14 |  |                       |                       |                       |    |  |                |                |                |
|  |                   | 1                   | Chicago           | 39                  |             |                     |                  |                     |    |  |                       |                       |                       |    |  |                |                |                |
|  | 5                 | 1                   | Chicago           | 39                  | Dallas      | 20                  |                  |                     |    |  |                       |                       |                       |    |  |                |                |                |
|  | 5                 |                     |                   |                     | Dallas      | 20                  |                  |                     |    |  |                       |                       |                       |    |  |                |                |                |
|  | 4                 | Seattle             | 21                |                     |             |                     |                  |                     |    |  |                       |                       |                       |    |  |                |                |                |
|  | 4                 | Seattle             | 21                |                     | 4           | Seattle             | 24               |                     |    |  |                       |                       |                       |    |  |                |                |                |
|  |                   |                     |                   |                     | 4           | Seattle             | 24               |                     |    |  |                       |                       |                       |    |  |                |                |                |
|  |                   |                     | 1                 | Chicago             | 27          |                     |                  |                     |    |  |                       |                       |                       |    |  |                |                |                |
|  |                   |                     | 1                 | Chicago             | 27          |                     |                  |                     |    |  |                       |                       |                       |    |  |                |                |                |
|  |                   |                     |                   |                     |             |                     |                  |                     |    |  |                       |                       |                       |    |  |                |                |                |

### Détail des rencontres de la phase éliminatoire

#### Tour deWild Card
Ce tour de repêchage qualifie quatre équipes qui rejoindront les quatre équipes qualifiées directement grâce à un meilleur classement à l'issue de la saison régulière (les deux meilleures de AFC et les deux meilleures de NFC).
- Samedi 6 janvier, 2007

AFC: Chiefs de Kansas City - Colts d'Indianapolis
| Quart-temps | 1 | 2 | 3 | 4 | Total |
| ----------- | - | - | - | - | ----- |
| Chiefs      | 0 | 0 | 8 | 0 | 8     |
| Colts       | 6 | 3 | 7 | 7 | 23    |

Les meilleures performances sont réalisées par Peyton Manning (IND) à la passe avec 268 yards, Joseph Addai (IND) à la course avec 122 yards et Dallas Clark (IND) à la réception avec 103 yards.
NFC: Cowboys de Dallas - Seahawks de Seattle
| Quart-temps | 1 | 2 | 3 | 4 | Total |
| ----------- | - | - | - | - | ----- |
| Cowboys     | 3 | 7 | 7 | 3 | 20    |
| Seahawks    | 3 | 3 | 7 | 8 | 21    |

Les meilleures performances sont réalisées par Matt Hasselbeck (SEA) à la passe avec 240 yards, Julius Jones (DAL) à la course avec 112 yards et Bobby Engram (SEA) à la réception avec 88 yards. Jerramy Stevens (SEA) a réussi deux touchdowns. Les Cowboys laissent échapper une victoire qui est à leur portée en ne réussissant pas un botté de placement (field goal) de 19 yards à 1 min 19 s de la fin du match (ballon mal positionné par Tony Romo).
- Dimanche 7 janvier, 2007

AFC: Jets de New York - Patriots de la Nouvelle-Angleterre
| Quart-temps | 1 | 2  | 3 | 4  | Total |
| ----------- | - | -- | - | -- | ----- |
| NY Jets     | 3 | 7  | 3 | 3  | 16    |
| Patriots    | 7 | 10 | 6 | 14 | 37    |

Les meilleures performances sont réalisées par Chad Pennington (NYJ) à la passe avec 300 yards, Laurence Maroney (NWP) à la course avec 69 yards et Jabar Gaffney (NWP) à la réception avec 104 yards.
NFC: Giants de New York - Eagles de Philadelphie
| Quart-temps | 1 | 2  | 3 | 4  | Total |
| ----------- | - | -- | - | -- | ----- |
| NY Giants   | 7 | 3  | 0 | 10 | 20    |
| Eagles      | 0 | 17 | 3 | 3  | 23    |

Les meilleures performances sont réalisées par Eli Manning (NYG) à la passe avec 161 yards, Brian Westbrook (PHI) à la course avec 141 yards (1 TD) et Plaxico Burress (NYG) à la réception avec 89 yards (2 TD).
Le bilan des repêchages est sans surprises, avec la qualification des quatre équipes les mieux classées lors de la saison régulière. Les huit vainqueurs de division s'opposent donc pour être champion de conférence.

#### Tour de Division
- Samedi 13 janvier, 2007

AFC : Colts d'Indianapolis - Ravens de Baltimore
| Quart-temps | 1 | 2 | 3 | 4 | Total |
| ----------- | - | - | - | - | ----- |
| Colts       | 6 | 3 | 3 | 3 | 15    |
| Ravens      | 0 | 3 | 0 | 3 | 6     |

Aucun touchdown durant cette rencontre, les Colts l'emportent grâce à cinq FG (field goal ou botté de placement) de Adam Vinatieri.
NFC : Eagles de Philadelphie - Saints de La Nouvelle-Orléans
| Quart-temps | 1 | 2  | 3  | 4 | Total |
| ----------- | - | -- | -- | - | ----- |
| Eagles      | 0 | 14 | 7  | 3 | 24    |
| Saints      | 3 | 10 | 14 | 0 | 27    |

Match très serré avec trois touchdowns pour chaque équipe, deux de Deuce McAllister et un de Reggie Bush pour les Saints, deux de Brian Westbrook et un de Donte' Stallworth pour les Eagles. Les Saints l'emportent en ayant réussi un FG de plus.
- Dimanche 14 janvier, 2007

NFC: Seahawks de Seattle - Bears de Chicago
| Quart-temps | 1 | 2  | 3  | 4 | ET1 | Total |
| ----------- | - | -- | -- | - | --- | ----- |
| Seahawks    | 0 | 14 | 10 | 0 | 0   | 24    |
| Bears       | 7 | 14 | 0  | 3 | 3   | 27    |

Les Bears l'emportent de justesse à l'issue d'un match très disputé qui s'est terminé sur une égalité 21-21 à l'issue du temps règlementaire, Chicago se qualifie en prolongation par un field goal.
AFC : Patriots de la Nouvelle-Angleterre - Chargers de San Diego
| Quart-temps | 1 | 2  | 3 | 4  | Total |
| ----------- | - | -- | - | -- | ----- |
| Patriots    | 3 | 7  | 3 | 11 | 24    |
| Chargers    | 0 | 14 | 0 | 7  | 21    |

Les Chargers ont mené pendant trois quart temps, ils sont rejoints au score par les Patriots qui marquent un touchdown avec deux points de transformation, puis dépassés par un FG de Stephen Gostkowski. Les Chargers avaient la possibilité d'égaliser par un FG à quelques secondes de la fin du match mais échouent dans leur tentative.
Les Colts et les Patriots sont qualifiés pour la finale de la conférence AFC, les Bears et les Saints sont qualifiés pour la finale de la conférence NFC. Les Colts et les Bears ont l'avantage du terrain car ils étaient mieux classés à la fin de la saison régulière.

#### Finales de conférences
- Dimanche 21 janvier, 2007

AFC: Patriots de la Nouvelle-Angleterre - Colts d'Indianapolis
| Quart-temps | 1 | 2  | 3  | 4  | Total |
| ----------- | - | -- | -- | -- | ----- |
| Patriots    | 7 | 14 | 7  | 6  | 34    |
| Colts       | 3 | 3  | 15 | 17 | 38    |

Les Patriots mènent à la fin du 3e quart temps grâce à trois TD marqués par L.Markins, Corey Dillon, Asanate Samuel et Jabar Gaffney contre deux TD aux Colts par Peyton Manning et Dan Klecko. Les Colts prennent l'avantage pendant le 4e quart temps avec notamment deux TD de Jeff Saturday et Joseph Addai.
- Dimanche 21 janvier, 2007

NFC: Saints de La Nouvelle-Orléans - Bears de Chicago
| Quart-temps | 1 | 2  | 3 | 4  | Total |
| ----------- | - | -- | - | -- | ----- |
| Saints      | 0 | 7  | 7 | 0  | 14    |
| Bears       | 3 | 13 | 2 | 21 | 39    |

Les Bears mènent au score pendant tout le match, ils marquent quatre TD par Thomas Jones (2), Bernard Berrian et Cedric Benson, contre deux aux Saints par Marques Colston et Reggie Bush.

#### Super Bowl XLI
- 4 février 2007 : à Miami

Le Super Bowl XLI est disputé par les Colts d'Indianapolis et les Bears de Chicago.
| Quart-temps | 1  | 2  | 3 | 4 | Total |
| ----------- | -- | -- | - | - | ----- |
| Bears       | 14 | 0  | 3 | 0 | 17    |
| Colts       | 6  | 10 | 6 | 7 | 29    |

Le premier touchdown de la partie a été réalisé seulement 14 secondes après le coup d'envoi. Les Colts d'Indianapolis remportent le 41e Super Bowl.

## All-Pros- Meilleurs joueurs NFL 2006
Parmi les meilleurs désignés par Associated Press, trois joueurs ont fait l'unanimité (50 votes) à leur poste : LaDainian Tomlinson, Jason Taylor et Champ Bailey. LaDainan Tomlinson est aussi nommé MVP et meilleur attaquant de l'année, Jason Taylor est meilleur défenseur de l'année.